# Abdalá Bucaram
Abdalá Jaime Bucaram Ortiz (Guayaquil, 4 de febrero de 1952) es un político y abogado ecuatoriano. Fue presidente del Ecuador entre el 10 de agosto de 1996 y el 6 de febrero de 1997, fecha en la que fue destituido por el Congreso Nacional.
Su vida pública comenzó en 1979, al ser nombrado intendente de la policía de Guayaquil durante el Gobierno de Jaime Roldós, su cuñado. Tras la muerte de Roldós, fundó el Partido Roldosista Ecuatoriano (PRE), evocando la imagen del expresidente. Fue electo alcalde de Guayaquil en 1984, permaneciendo en el cargo poco más de un año, puesto que dejó el cargo, exiliándose en Panamá, al ser condenado por injurias a las Fuerzas Armadas. Fue amnistiado por el parlamento, por lo que retornó al país, participando en las elecciones presidenciales de 1988, obteniendo el segundo lugar. Meses después, retornó a Panamá, al ser requerido nuevamente por la justicia ecuatoriana, regresando en 1990, al ser sobreseído. En 1992, volvió a participar en los comicios presidenciales, quedándose en el tercer puesto. Fue finalmente electo en su tercer intento, al vencer en las elecciones presidenciales de 1996.
Su gobierno duró apenas seis meses, puesto que se ganó el repudio popular debido a su bochornosa conducta, los múltiples escándalos de corrupción y su plan económico neoliberal. Ante tal situación, el Congreso lo destituyó en febrero de 1997, con la razón oficial dada siendo la «incapacidad mental» de Bucaram para gobernar. Fue sustituido por el presidente del parlamento, Fabián Alarcón, cuando el cargo le correspondía a la vicepresidenta Rosalía Arteaga. Tras su destitución, Bucaram huyó nuevamente a Panamá.
Tras su paso por la presidencia, acumuló múltiples cargos criminales debido a la corrupción de su gobierno. Tuvo un breve retorno al Ecuador en 2005, gracias a un pacto político con el gobierno de Lucio Gutiérrez, en el que se anularon todos los juicios en su contra. Esto desató la Rebelión de los forajidos, que resultó en la caída del gobierno de Gutiérrez 20 días después y que los cargos contra Bucaram fueron restablecidos, por lo que tuvo que retornar a Panamá hasta que dichos cargos prescribieron en abril de 2017. Dos meses después, Bucaram regresó a Guayaquil, con la intención de retornar a la palestra política nacional.
Durante la pandemia de COVID-19 en Ecuador, protagonizó un nuevo escándalo de corrupción, además de la presunta participación en el delito de delincuencia organizada en relación con el asesinato de un ciudadano israelí en una de las cárceles de Guayaquil; el mismo que le habría vendido insumos médicos a Jacobo Bucaram, hijo de Abdalá Bucaram. A esto se le suma también investigaciones en las que es blanco por presunto tráfico de bienes patrimoniales y tenencia ilegal de armas. Fue detenido en agosto de 2020, pero, debido a su edad, se le otorgó arresto domiciliario. A pesar de todos los cargos en su contra y su pobre aceptación popular, se postuló en las elecciones legislativas de 2021 por el Movimiento Fuerza Ecuador, sucesor del PRE, obteniendo apenas el 0,87% de votos.

## Biografía

### Infancia y juventud
Nacido en la ciudad de Guayaquil, el 4 de febrero de 1952, hijo de Jacobo Bucaram Elmhalin, inmigrante libanés, y de Rina Ortiz Caicedo. Es el octavo de doce hermanos: Martha (fallecida en 1981), Betty, Linda, Isabel, Jacobo (fallecido en 2024), Rina, Elsa, Santiago, Adolfo (fallecido en 2016), Virginia y Gustavo.
Su hermana Martha Bucaram Ortiz, fue primera dama de Ecuador durante el período presidencial del expresidente de la república del Ecuador Jaime Roldós Aguilera, cuando los dos fallecieron en un accidente aviatorio en el cerro Celica en la provincia de Loja.
Realizó sus estudios secundarios en el Colegio Salesiano Cristóbal Colón de Guayaquil, obteniendo el bachillerato en 1970, año en que inició su carrera en Medicina en la Universidad de Guayaquil, carrera que se interrumpió luego de que hubiera tenido un enfrentamiento físico con un profesor lo que le impediría continuar a segundo año, por lo que inició la carrera de Derecho llegando a obtener el título de Abogado de los Tribunales de la República por la Universidad de Guayaquil.
Durante su juventud, conformó parte del equipo olímpico de atletismo del Ecuador como abanderado nacional en las Olimpiadas de Múnich de 1972. Posteriormente, durante su período presidencial, fue nombrado presidente del equipo de fútbol Barcelona Sporting Club de Guayaquil.[cita requerida]

### Matrimonio y descendencia
En 1977 contrajo matrimonio con María Rosa Pulley Vergara con quien tuvo 4 hijos: Jacobo, Abdalá, Linda y Michel.

### Hijos extramatrimoniales
El 26 de agosto de 2020, tras sufrir una angina de pecho por la cual tuvo que ser ingresado a un hospital, se supo que el exmandatario tenía un hijo con Laura Machuca, cónsul de Ecuador en Arizona; y cuatro hijos más procreados con otras parejas mientras estuvo asilado en Panamá. Sin embargo, el 29 de septiembre de 2020, a través de una rueda de prensa desde su domicilio, reveló tras una serie de rumores que tiene once hijos y no nueve.

## Vida política
La carrera pública de Abdalá Bucaram se inició en 1979. En ese año fue nombrado como Intendente de la Policía de Guayaquil en el gobierno del presidente Jaime Roldos Aguilera, su cuñado. Durante su cargo realizó acciones consideradas como moralistas y cargadas de un carácter religioso.

### Partido Roldosista Ecuatoriano
Abdalá Bucarám Ortiz, toma las riendas del proyecto político de Jaime Roldós, quien al momento de su muerte se encontraba conformando su propio partido: Pueblo, Cambio y Democracia (PCD). Abdalá denunció la muerte de su cuñado y hermana como un atentado de conspiración y decidió formar el Partido Roldosista Ecuatoriano (PRE) supuestamente inspirado en los principios de Jaime Roldós.

### Alcaldía de Guayaquil, primer exilio y primeras candidaturas presidenciales
Con el apoyo del Partido Roldosista Ecuatoriano (PRE), gana las elecciones para la Alcaldía de Guayaquil el 29 de enero de 1984. En noviembre de 1984, fue condenado a cuatro días de prisión por criticar a las Fuerzas Armadas del Ecuador, a quienes Bucarám acusó de "no servir para nada que no sea para gastar plata y desfilar en días cívicos." A causa de esa condena, decide autoexiliarse a Panamá en septiembre de 1985.
En el exilio, Abdalá Bucaram fue detenido en Panamá por posesión de droga. Según las investigaciones, miembros de la oficina de enlace internacional de las Fuerzas de Defensa de Panamá colocaron un kilo de cocaína en el vehículo de Bucaram por orden del entonces presidente de ese país, Manuel Antonio Noriega, quien previamente habría tenido varios contactos telefónicos con León Febres-Cordero Ribadeneyra, a esa fecha primer mandatario del Ecuador.
El Congreso Nacional después le otorgó amnistía para que incidiera en las elecciones presidenciales de 1988. Vuelve al Ecuador en el año de 1987. Se postula para presidente llegando a la segunda vuelta pero es derrotado por Rodrigo Borja Cevallos, teniendo que buscar asilo nuevamente en Panamá en 1988 al tener una orden de arresto por ser reactivados sus juicios previos por peculado. 
La bancada del PRE en el Congreso Nacional de 1990, intentó otorgar amnistía a Bucaram, lo cual provocó una violenta pelea entre los legisladores roldosistas y los demócrata cristianos, resultando en que los legisladores Jamil Mahuad y Vladimiro Álvarez sufrieran heridas serias. La amnistía a Bucaram no prosperó, pero acabó retornando al país en 1990 al ser sobreseído su caso en las cortes. En 1992 se postula nuevamente a la presidencia en las elecciones presidenciales de 1992 y alcanza el tercer lugar en las votaciones.

### Tercera candidatura presidencial
Bucaram inicia su campaña a la presidencia por tercera ocasión contendiendo en las elecciones presidenciales de 1996, con Rosalía Arteaga como candidata a la vicepresidencia de la República, quien era ministra del saliente gobierno de Sixto Durán Ballén, y la primera mujer en ocupar un cargo de ministro.

## Presidencia del Ecuador

Mapa electoral de la segunda vuelta presidencial de 1996.

Fue Presidente Constitucional durante 5 meses y 25 días. Tomó posesión el 10 de agosto de 1996 y fue destituido el 6 de febrero de 1997. Llegó con un plan de gobierno con tres ejes: un ajuste económico, la paz con el Perú y la vivienda para los sectores populares. Se tomó 113 días en elaborar y anunciar el plan de ajustes que duraría al menos 10 años. 
Su estilo de gobierno fue informal, realizando sus reuniones de gabinete en varios cantones del país en vez del Palacio de Carondelet —Palacio de Gobierno—, realizaba espectáculos populares con el auspicio del partido oficialista como un concierto con la banda uruguaya "Los Iracundos", una Teletón con el presidente como anfitrión, además de tener frecuentes apariciones en programas de farándula en la televisión.
Su gobierno estuvo plagado de escándalos de corrupción y mala administración, como fue el caso de "Un Solo Toque", plan de vivienda emblemático y principal ofrecimiento de campaña, entregando 13 mil casas con teléfono en Durán a los adjudicatarios inscritos en el plan, pero recibió críticas por la poca planificación urbana en su implementación, además de no cumplir con el plan a nivel nacional.
Implementó un plan de alimentación popular, creando la marca de leche "Abdalact", que recibió duras críticas por su baja calidad y contaminación, además del afán mesíanico y personalista del gobierno. Se creó el proyecto "Mochila Escolar", en la cual se entregaría a los niños de bajos recursos una mochila con todos los útiles escolares, libros y desayuno escolar diario, el cual fue la raíz de un escándalo de corrupción y desviación de fondos, al nunca concretarse dicho plan, acusando la oposición a la ministra de Educación de corrupción y además de falsificar su título de PhD. Fue acusado de nepotismo recibiendo fuertes críticas por esto, en particular por haber nombrado a su hermano Adolfo como Ministro de Estado y a su hijo Jacobo como director de la Aduana. Se agregaron además acusaciones de desviación de fondos de la Teletón navideña a favor de los pobres auspiciada por el gobierno hacia el partido oficialista. Fue criticado igualmente por nombrar un Gobernador de la provincia de Pichincha, cuyas funciones usualmente eran delegadas a la prefectura y municipios de la provincia, siendo designado Mauricio Rojas para el cargo.
Su plan económico se asentaba en la convertibilidad de cuatro nuevos sucres por dólar estadounidense respaldados totalmente por la reserva monetaria internacional. Además implementó un sistema económico y financiero neoliberal ideado por el economista argentino Domingo Cavallo que aumentó el costo de servicios básicos como el gas doméstico, la electricidad, el agua potable y los teléfonos, produciendo fuertes protestas a nivel nacional y paros que aceleraron su derrocamiento.

### Destitución
Los expresidentes Osvaldo Hurtado y Rodrigo Borja Cevallos, el dos veces candidato presidencial Jaime Nebot y los excandidatos presidenciales Rodrigo Paz, Freddy Ehlers, Frank Vargas Pazzos, Ricardo Noboa y Juan José Castelló se reunieron el 3 de febrero de 1997 en la Federación de Trabajadores Petroleros, para pedir abiertamente que "se impulsara una reforma política que será la labor de un gobierno constitucional de transición concertado y que el Congreso se convocara extraordinariamente el 5 de febrero" de 1997. En Quito, el alcalde metropolitano Jamil Mahuad aglutinó los movimientos sociales para deponer al presidente. En Cuenca, el alcalde Fernando Cordero Cueva y el arzobispo Alberto Luna canalizaron la oposición de la ciudad contra el presidente de la República. Después de manifestaciones populares en el país especialmente en la ciudad de Quito, el 5 de febrero de 1997, una serie de organizaciones sociales convocan a una marcha en todas las ciudades del país, para expresar su repudio a la administración de Bucaram.
El diputado del Partido Social Cristiano Franklin Verduga, presentó una moción en el Congreso Nacional con el objetivo de destituirlo de la presidencia de la república, alegando incapacidad mental. La moción fue apoyada por 44 diputados del Partido Social Cristiano y de Democracia Popular. Sus partidarios alegan que la misma se realizó sin examen médico alguno y con 44 votos de 82 posibles lo que representaban una mayoría simple.
Con base al concepto constitucional de sucesión, su vicepresidenta Rosalía Arteaga asumió la presidencia de la república. Sin embargo, la sucesión presidencial al vicepresidente había sido derogada meses antes por el Congreso, y al mismo tiempo que Arteaga asumió, el Congreso designó en el Ejecutivo, bajo la controversial figura de presidente interino de la Nación (debido a la inexistencia del cargo en la Constitución ecuatoriana), al entonces Presidente del Congreso, Fabián Alarcón. Esto dio paso al suceso conocido como la Noche de los tres presidentes en el país.
El comando conjunto de las Fuerzas Armadas del Ecuador dirigido por el Comandante en Jefe, General Paco Moncayo, en cadena nacional, manifestó que las Fuerzas Armadas mantenían un punto de vista neutral sobre la situación política del país. Bucaram salió del país en vuelo desde la ciudad de Guayaquil a su tercer autoexilio en Panamá con escala en Buenos Aires el 8 de febrero de 1997.

## Vida Pos-presidencial
Bucaram desde su autoexilio dirigió las políticas y decisiones del Partido Roldosista Ecuatoriano hasta la extinción de este. En 1997, el expresidente fue enjuiciado por peculado, por supuestamente haber girado 11 000 millones de sucres de los Gastos Reservados de la Presidencia, a cuentas de agentes de seguridad del Palacio de Carondelet en los últimos días de su presidencia, y fue imputado de otro caso de peculado por sobreprecio en la compra de útiles del fallido proyecto de la "Mochila Escolar".
Debido a los juicios en su contra, Bucaram solicitó asilo político al gobierno panameño, siendo concedido a partir de 1997, y renovado por todos los gobiernos, concediéndole el país asilo permanente en el 2009. Ha solicitado frecuentemente a la justicia ecuatoriana declarar la prescripción de las penas en su contra, además de salvoconductos temporales por situaciones familiares, siendo negado esto por la justicia.

### "Pichi Corte" y breve retorno
En 2004, el presidente Lucio Gutiérrez enfrentó un trámite legislativo para destituirlo. Buscando evitar ese procedimiento, Gutiérrez pactó con Bucaram para utilizar los votos de diputados afines y propios en el Congreso, buscando destituir a la Corte Suprema de Justicia para desactivar los juicios contra Bucaram.
La estrecha amistad de Guillermo Castro Dáger con Abdalá Bucaram facilitó que Castro, como Presidente de la Función Judicial, anulara todos los juicios contra Bucaram y otros disidentes el 1 de abril de 2005. Ese mismo día, Bucaram llegó en helicóptero a la ciudad de Guayaquil y avanzó en una camioneta a su tribuna para dirigirse a sus partidarios. Durante su primer mitin político en ocho años, aseguró que iniciaría una Revolución Bolivariana similar a la del presidente venezolano Hugo Chávez y aprovechó de burlarse de su rival León Febres-Cordero Ribadeneyra.
La oposición ciudadana a la Corte Suprema puesta por motivos políticos logró que el presidente Lucio Gutiérrez anulara la llamada "Pichi Corte" y pusiera nuevamente en vigencia los juicios en contra de Abdalá Bucaram. El presidente Gutiérrez intentó rectificar la situación, pero fue destituido de su cargo. Bucaram perdió así la protección otorgada por Gutiérrez, teniendo que abandonar el país, nuevamente a Panamá, a un cuarto y último exilio que se prolongaría hasta 2017.

### Prescripción de penas y último retorno en 2017

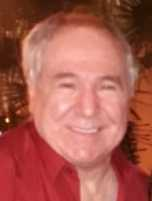
Abdalá Bucaram en junio de 2018.

En abril del 2017, la Corte Nacional de Justicia declaró la prescripción de los dos juicios de peculado que afrontaba Bucaram: Mochila Escolar y Gastos Reservados. Así como el robo de dinero en costales en su fuga cuando fue destituido, al trascurrir el máximo tiempo de la pena por ambos juicios, 20 años, siendo retirado también la orden de captura que pesaba en su contra. El 15 de junio del año 2017 Abdalá Bucaram llegó anticipadamente a la ciudad de Guayaquil en un vuelo privado, teniendo el 17 de junio un mitin de bienvenida en el suburbio de Guayaquil, a la cual llegó en helicóptero, en la cual dio su apoyo al presidente Lenín Moreno, anunciando que volverá a la política activa y que se postularía al cargo de alcalde de Guayaquil o Prefecto del Guayas en las elecciones seccionales del 2019.

### Arresto
La madrugada del 3 de junio de 2020, la Fiscalía General del Estado realizó una serie de allanamientos en varias localidades de las ciudades de Quito y Guayaquil por escándalos de corrupción en hospitales y entidades públicas y sobreprecios en compras de insumos médicos en medio de la emergencia sanitaria por la pandemia de enfermedad por coronavirus en Ecuador. Entre los sitios allanados se encontró la casa de Bucaram, donde fueron halladas cerca de 5000 pruebas rápidas, 2000 mascarillas y una serie de insumos médicos que la Fiscalía indaga como pertenecientes a los adquiridos por el Hospital Teodoro Maldonado Carbo del Instituto Ecuatoriano de Seguridad Social, además de hallarse un arma de fuego en propiedad del exmandatario, quien no justificó el por qué de su posesión. Bucaram alegó que el arma fue un obsequio del Gral. Paco Moncayo, quien durante su gobierno fue Jefe del Comando Conjunto de las Fuerzas Armadas y jugó un rol clave en la destitución de Bucaram de la presidencia en 1997. Moncayo, sin embargo, negó que él le regaló el arma personalmente.
En rueda de prensa, la fiscal general Diana Salazar afirmó que la detención de Bucaram se debió al hallazgo de los insumos médicos en su residencia, los cuales coinciden con la investigación por peculado en el Hospital Teodoro Maldonado Carbo, mas no por la tenencia ilegal de armas por la que fue detenido en un principio. Cerca de la medianoche del jueves 4 de junio de 2020, el juez de Garantías penales, Ismael Figueroa, dictaminó como medida cautelar el arresto domiciliario por 30 días contra Bucaram por el presunto delito de tráfico ilícito de armas de fuego, mientras dura la instrucción fiscal.
Durante la madrugada del 12 de agosto de 2020, se realizó un operativo policial en su domicilio, en la ciudad de Guayaquil, deteniéndolo por presunta delincuencia organizada, además de su posible traslado a la capital del país por petición de la Fiscalía General del Estado, debido a la investigación por la muerte del ciudadano israelí, Shy Dahan, implicado en el caso de corrupción de venta de insumos médicos en la que está involucrado su hijo Jacobo Bucaram Pulley, quien fue asesinado en la Penitenciaría del Litoral durante la madrugada del 8 de agosto.
El 9 de marzo de 2022, el gobierno de Estados Unidos anunció que, "debido a su participación en una corrupción significativa, incluida la apropiación indebida de fondos públicos, la aceptación de sobornos y la interferencia en procesos públicos", a Abdalá Bucaram se le prohibiría la entrada a suelo estadounidense.

## Condecoraciones y méritos
- Gran Collar de la Orden Nacional de San Lorenzo, designada al Gran Maestre de la Orden de mayor rango en el Ecuador, presidida por el presidente de la República de turno.